# SA80
SA80 (SA-80 — Small Arms for 1980, с англ. — «стрелковое оружие 1980-го года») — британский комплекс стрелкового оружия, разработанный в середине 1980-х годов и состоящий из автомата L85, лёгкого (ручного) пулемёта L86, короткого автомата L22 и учебной винтовки L98. Комплекс состоит на вооружении британской армии.
SA-80 выполнена по компоновке «булл-пап» — магазин находится позади спускового крючка, и может быть оснащена 4-кратным оптическим прицелом.

## История
В 1971 году были сформулированы требования к новой системе стрелкового вооружения, которое могло бы заменить пистолеты-пулемёты L2A3 «Стерлинг», винтовки L1A1, ручные L4 Bren и единые пулемёты L7A1. В систему включили два унифицированных образца — «индивидуальное оружие» и «лёгкое оружие поддержки», условно названные соответственно Endeavour и «Ингэйджер». Разработкой занялась Royal Small Arms Factory (впоследствии переименованная в Royal Ordnance). За основу была взята схема, фактически продолжившая линию EM-2.
С 1974 года разработка велась под специально созданный патрон 4,85×49 мм, но после принятия странами НАТО патрона 5,56×45 (SS109), оба образца были перепроектированы под него. В результате появились 5,56 мм система SA-80, включающая автомат L85A1 и ручной пулемёт L86A1, причём 80 % их узлов и деталей взаимозаменяемы. Сила отдачи гораздо меньше, чем у образцов большего калибра, что упрощает процесс обучения и уменьшает увод ствола при стрельбе. Устройство затворной группы, схемы запирания и газоотвода позаимствовано у американского автомата AR-18.
В 1986 году был выпущен третий образец семейства — укороченный автомат SA-80 «Карабин» с укороченным стволом и дополнительной передней рукояткой удержания на кронштейне под стволом. Кроме того, был разработан учебный вариант «Супер Энсайн», отличающийся отсутствием системы автоматики, кривошипно-шатунным механизмом рукоятки взведения и механическим прицелом.
В связи с рядом недостатков, в том числе и с низкой надёжностью автомата в 2000 году немецкая фирма Heckler & Koch получила заказ на его модернизацию. В результате британская армия получила L85A2, который был значительно доработан, и жалобы (по заявлению разработчиков) на «капризность» и ненадёжность прекратились.
В начале 2011 года военный контингент Великобритании в Афганистане получил свыше 100 тыс. магазинов Magpul EMAG, изготовленных из пластмассы.
В августе 2018 года министерство обороны Великобритании объявило о намерении снять с вооружения вспомогательный вариант 5,56x45 мм винтовки L86A2 LSW, предназначенную для увеличения дистанции боя, в пользу марксманской винтовки L129 A1 калибра 7,62х51 НАТО.

## Описание

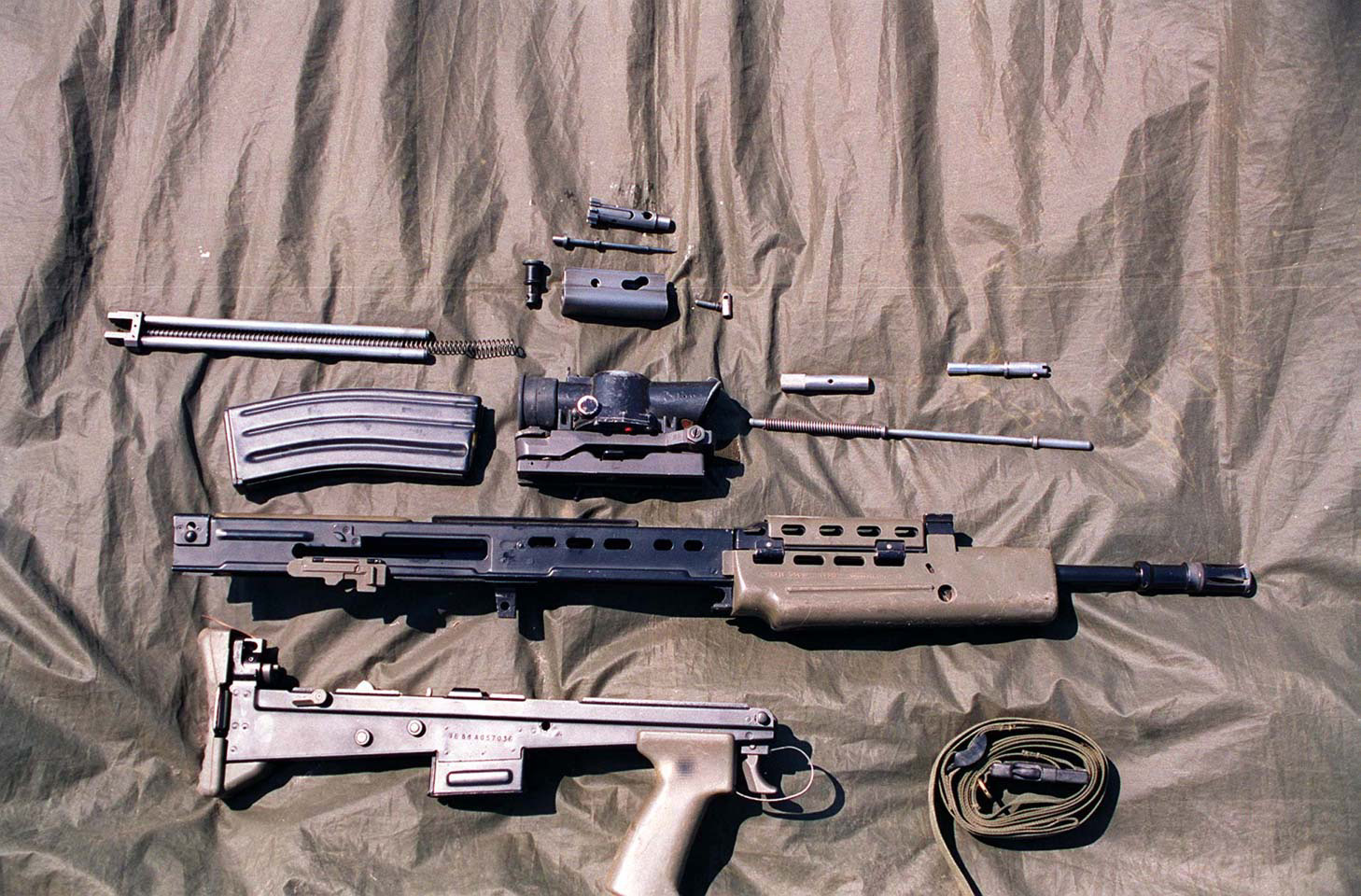

SA-80 основана на классической автоматике на основе отвода пороховых газов из канала ствола через газовую камеру, расположенную над стволом. Газовый регулятор имеет три положения: для обычной стрельбы (нормальное открытие); для стрельбы в неблагоприятных условиях (широкое открытие) и для стрельбы винтовочной гранатой (газоотводное отверстие закрыто). Газовый поршень выполнен отдельно, имеет короткий ход и собственную возвратную пружину. При отходе газовый поршень открывает четыре отверстия в трубке газовой камеры, через которые пороховые газы выходят в атмосферу, для чего служат также вырезы в ствольной накладке. Таким образом обеспечивается использование только той части энергии пороховых газов, которая необходима для работы автоматики.
Данный автомат обладает высокой точностью стрельбы одиночными, а также очередями по 2 выстрела. При ведении одиночной стрельбы группами по пять одиночных выстрелов на дальность 100 и 300 м срединное отклонение составляет соответственно 77 и 150 мм.

## Страны-эксплуатанты
- Великобритания[5]
- Мозамбик — 100 шт. L-85 было передано армейским подразделениям британскими военными советниками, но непродолжительное время спустя они были сняты с вооружения и заменены автоматами Калашникова[5]
- Ямайка — в 1992 году около 2 тыс. шт. L-85 было поставлено для вооружённых сил Ямайки[5]